# Serena Williams
Serena Jameka Williams, ameriška tenisačica, * 26. september 1981, Michigan, ZDA.

## Kariera
Serena Williams je svoj prvi grand slam osvojila septembra 1999. Na prvo mesto WTA lestvice se je prvi zavihtela 8. julija 2002. V tem letu je osvojila Roland Garros in Wimbledon. 
Ko se je februarja 2013 vrnila na prvo mesto WTA lestice je tam ostala 186 tednov in izenačila rekord Steffi Graf.
Leta 2015 je postala najstarejša igralka na vrhu WTA lestvice s 35 leti. (prejšnji rekord je imela Martina Navrátilová s 30 leti).